# تشوثينا
بلدية تشوثينا (بالإسبانية: Chucena) هي بلدية تقع في مقاطعة ولبة التابعة لمنطقة أندلوسيا جنوب إسبانيا.

## الديموغرافيا
بلغ عدد سكان بلدية تشوثينا 2.148 نسمة عام 2011 (وفقاً للمعهد الوطني الإسباني للإحصاء).
| 1.930 | 1.980 | 1.967 | 2.044 | 2.043 | 2.124 | 2.148 |